# Luigi Roccati
Luigi Roccati (né le 14 août 1906 à Chieri et mort le 9 mars 1967 à Chieri) est un peintre italien.

## Biographie
Luigi Roccati vécu à Turin en Italie et fut l'ami de l'historien Antonino Rèpaci.
Il a réalisé de très nombreuses aquarelles et huiles utilisant des supports variés : toiles, papier, carton. Il a beaucoup dessiné de paysages dans un style très reconnaissable.
Il a participé à la VII Quadriennale Nazionale d'Arte di Roma qui ouvrit le 1er novembre 1955.